# Carlos García Cantarero
Carlos García Cantarero (n. Madrid, 4 de noviembre de 1961) es un entrenador español de fútbol que ha dirigido a varios equipos en la Segunda División de España (entre ellos al Atlético de Madrid) y que también ha desarrollado su carrera en América, en países como Panamá, El Salvador, Guatemala y Honduras. Su último trabajo hasta el momento fue la dirección de la selección nacional de Puerto Rico.

## Clubes

### Entrenador
| Club                               | País        | Años      |
| ---------------------------------- | ----------- | --------- |
| UD San Sebastián de los Reyes      | España      | 1995-1998 |
| CD Lugo                            | España      | 1998-1999 |
| CP Amorós                          | España      | 1999-2000 |
| Atlético de Madrid "B"             | España      | 2000-2001 |
| Atlético de Madrid                 | España      | 2001      |
| Atlético de Madrid "B"             | España      | 2001      |
| Levante UD                         | España      | 2001-2003 |
| Elche CF                           | España      | 2003-2004 |
| Cultural Leonesa                   | España      | 2004-2005 |
| Chorrillo FC                       | Panamá      | 2006-2008 |
| Torrellano CF                      | España      | 2008      |
| Alianza FC                         | El Salvador | 2009      |
| Antequera CF                       | España      | 2009      |
| Juventud Retalteca                 | Guatemala   | 2010      |
| CD Victoria                        | Honduras    | 2011-2012 |
| Selección de fútbol de Puerto Rico | Puerto Rico | 2016-2018 |